# Café filtre indien
 (février 2022).
Si vous disposez d'ouvrages ou d'articles de référence ou si vous connaissez des sites web de qualité traitant du thème abordé ici, merci de compléter l'article en donnant les références utiles à sa vérifiabilité et en les liant à la section « Notes et références ».
Ne doit pas être confondu avec Café filtre.
Le café filtre indien (en anglais : Indian filter coffee, appelé dans le sud de l'Inde Kaapi ou Kaphi) est une boisson obtenue par percolation d'eau bouillante avec environ 80 % de café associée à 20 % de chicorée torréfiée. Il est préparé dans un filtre indien traditionnel du même nom et peut être mélangé ou non à du lait mousseux.

## Différents nommages
Cette boisson indienne est également appelée « Madras filter coffee » (« café filtre de Madras »), « Kumbakonam Degree cofee » (« café degré de Kumbakonam »), « Mylapore filter coffee » (« café filtre de Mylapore ») ou encore « Mysore filter coffee » (« café filtre de Mysore »), plus rarement « Palakkad Iyer coffee » (« café façon Iyer de Palakkad ») ou « South Indian filter coffee » (« café filtre sud-indien »). En dehors de l'Inde, le terme café filtre peut faire référence à l'infusion goutte à goutte, qui est une forme distincte de préparation du café[réf. souhaitée]. 

## Histoire

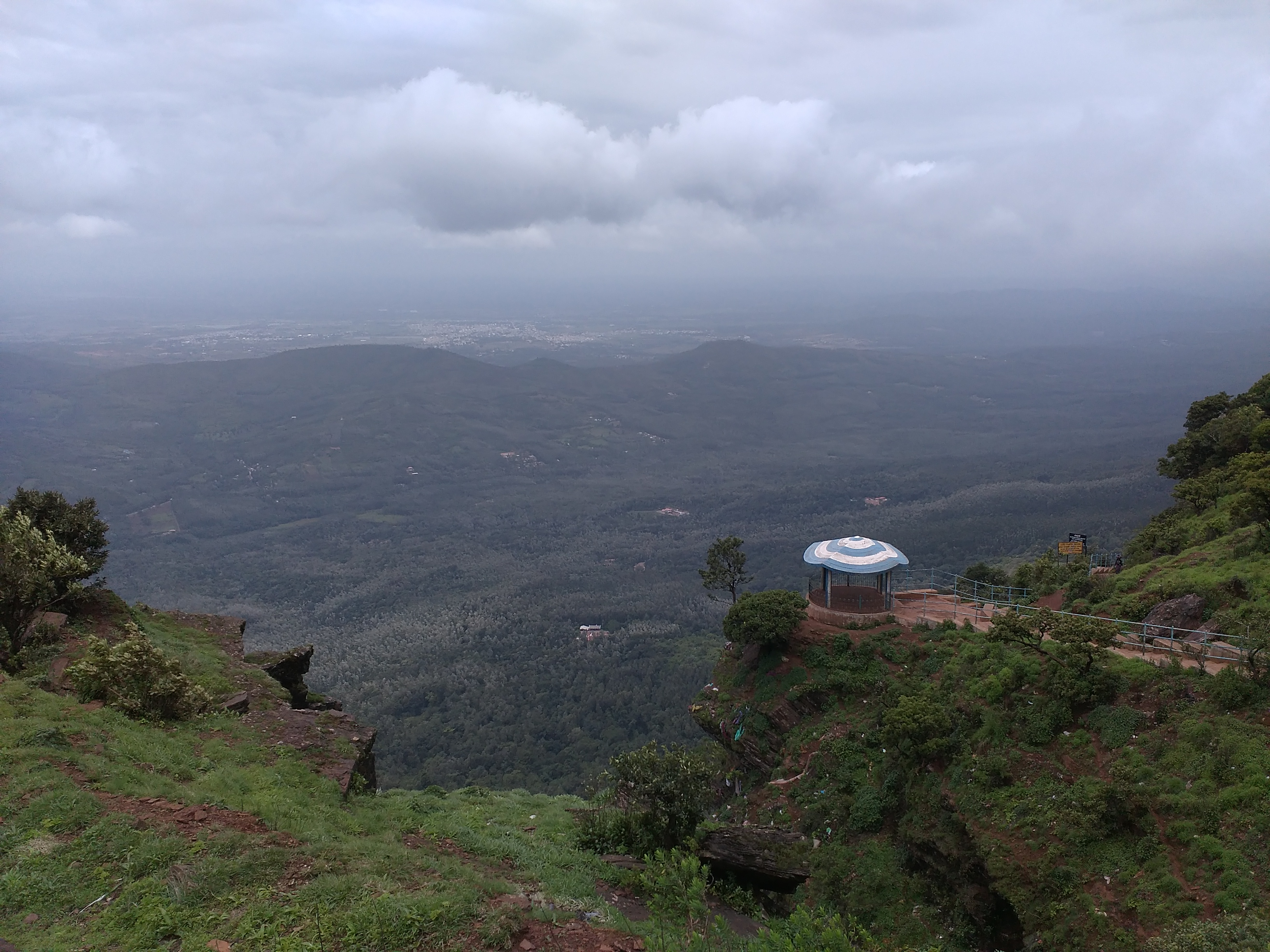
Les ou « collines » ou « massif » de Baba Budan, le long de la chaîne des Ghats occidentaux.

Selon une légende indienne populaire, c'est lors d'un pèlerinage à la Mecque au XVIe siècle que Baba Budan (en), un saint soufi vénéré de l'État du Karnataka, a découvert les merveilles du café. Désireux de cultiver du café chez lui, il a fait passer en fraude sept grains de café du port yéménite de Mokha dans ses vêtements. De retour chez lui, il a planté les grains sur les pentes des collines de Chandragiri, dans le Royaume de Mysore (dans l'actuel district de Chikmagalur, État du Karnataka). Cette chaîne de collines a été baptisée plus tard en son honneur Baba Budan Giri (en) (« collines de Baba Budan » ou « massif de Baba Budan »). Sa tombe se trouve près de Chikmagalur.
Le révérend Edward Terry, aumônier de Sir Thomas Roe qui était ambassadeur à la cour de l'empereur Jahângîr, fournit un compte rendu détaillé de son usage (1616) :
« Beaucoup de gens là-bas (en Inde), qui sont stricts dans leur religion, ne boivent pas de vin du tout ; mais ils utilisent une liqueur, plus saine qu'agréable, qu'ils appellent café, faite d'une graine noire bouillie dans l'eau, ce qui lui donne presque la même couleur, mais n'altère que très peu le goût de l'eau. Néanmoins, il est très bon pour faciliter la digestion, pour vivifier l'esprit et pour purifier le sang. »
La Compagnie britannique des Indes orientales a apporté de nouvelles influences. David Burton, historien de l'alimentation basé en Nouvelle-Zélande, écrit dans son ouvrage The Raj at Table (1993) :
« Le premier café de l'Inde a ouvert ses portes à Calcutta après la bataille de Plassey en 1780. Peu de temps après, John Jackson et Cottrell Barrett ont ouvert le premier café de Madras, qui a été suivi en 1792 par l'Exchange Coffee Tavern au Muslim, situé à l'embouchure du Fort de Madras. L'entreprenant propriétaire de ce dernier annonça qu'il allait gérer son café sur le même modèle que la Lloyd's de Londres, en tenant un registre des arrivées et des départs des navires, et en proposant à ses clients la lecture de journaux indiens et européens. D'autres maisons offraient également l'usage gratuit de tables de billard, rentrant dans leurs frais avec le prix élevé d'une roupie pour un plat de café. »
Le café filtre indien a été popularisé par les Indian Coffee House (en) gérées par le Coffee Board of India (en) depuis le milieu des années 1940. Il est devenu la boisson de millions de personnes après l'émergence de coffee houses indiens plus populaires au milieu des années 1950.
Le café filtre indien a migré à l'étranger au début du XXe siècle vers la Malaisie et Singapour, où le kopi tarik (café tiré) est un proche cousin du café filtre de Madras, vendu au mètre, et a été introduit dans les kopi tiams de bord de route géré à l'origine par des Indiens musulmans. 

## Grains
Le café est cultivé en Inde depuis les années 1600, lorsqu'il a été apporté en Inde du Yémen par le saint musulman Baba Budan. Les grains de café les plus couramment utilisés sont l'arabica et le robusta. Ils sont cultivés dans différents États du sud de l'Inde, notamment dans les collines du Karnataka (Coorg, Chikmagalur et Hassan), du Tamil Nadu (District des Nilgiris, Yercaud et Kodaikanal), du Kerala (région de Malabar) et de l'Andhra Pradesh (vallée d'Araku (en)). Les grains sont généralement moyennement torréfiés et finement moulus et mélangés à de la chicorée torréfiée. La composition finale de la poudre de café est habituellement constituée de quantités égales de grains réguliers de Plantation A (arabica lavé) et de grains de peaberry (en), auxquels on ajoute entre 10 et 30 % de chicorée, ce qui produit un arôme, une épaisseur et une couleur distincts dans le café brassé obtenu.

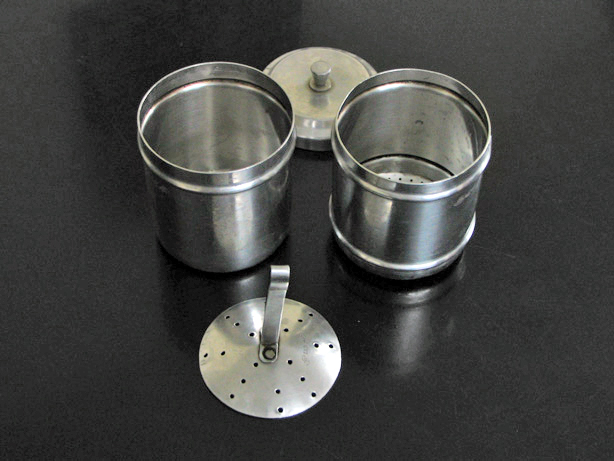
Ustensiles démontés
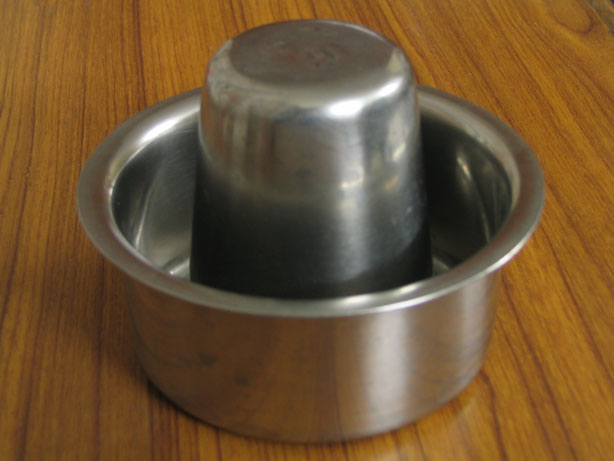
Un tumbler et un dabarah
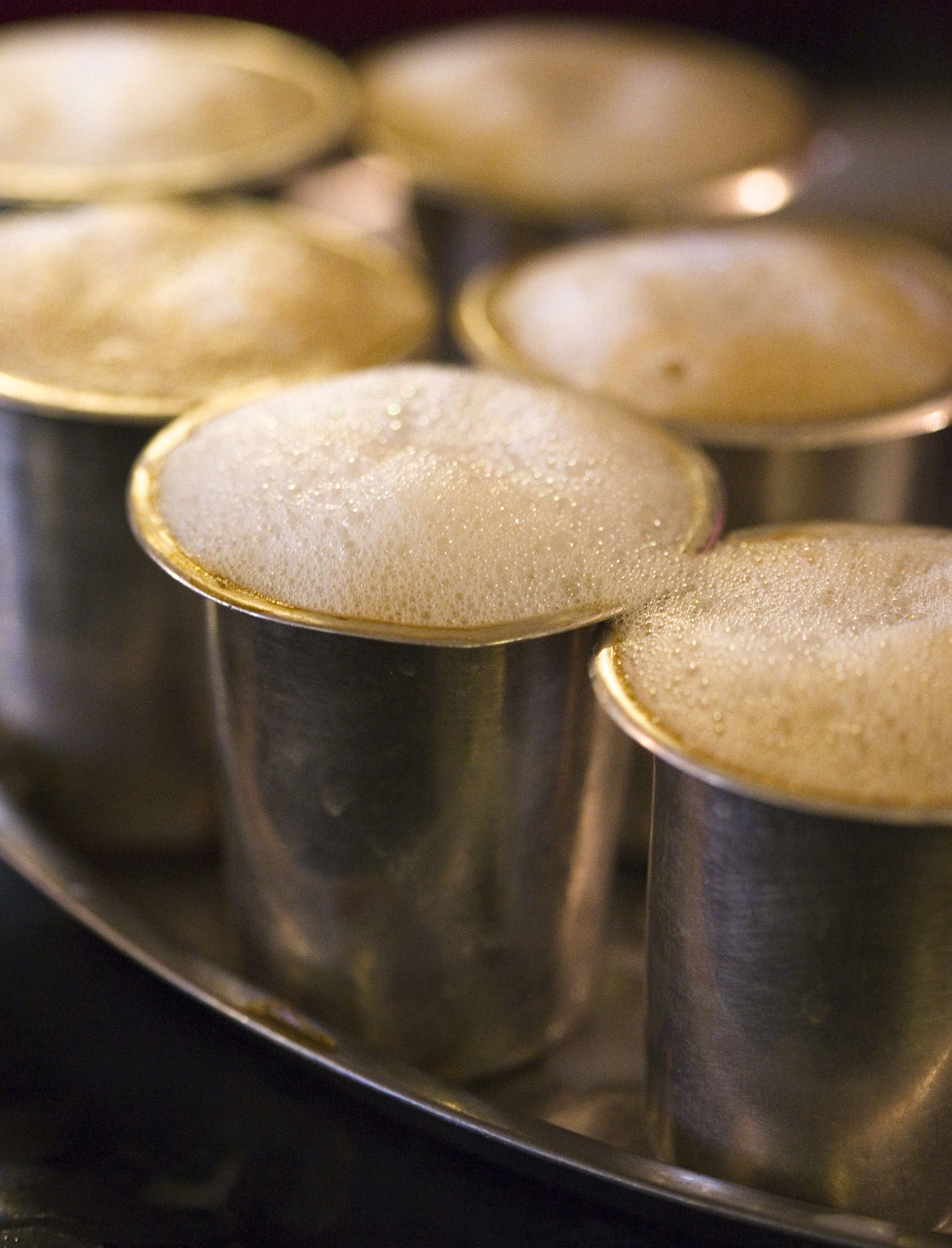
Café servi à Bangalore
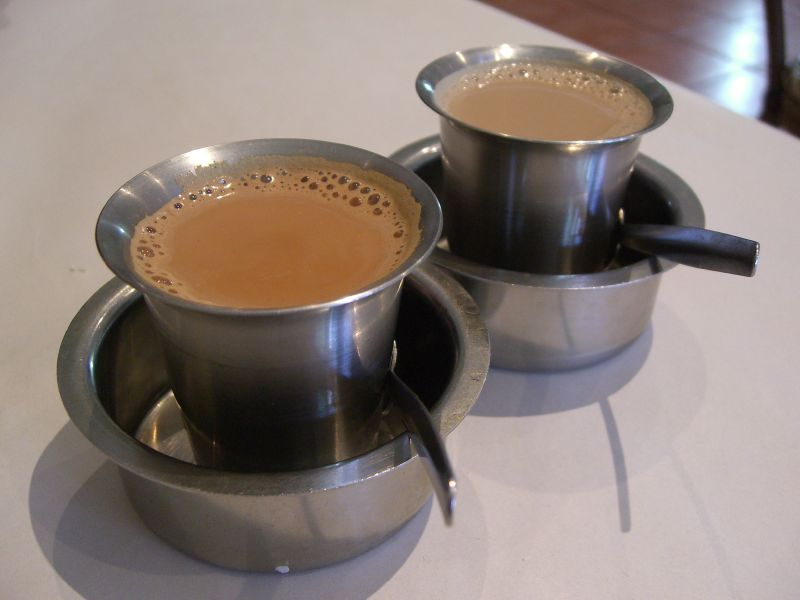
Thé masala et café filtre indien

## Préparation

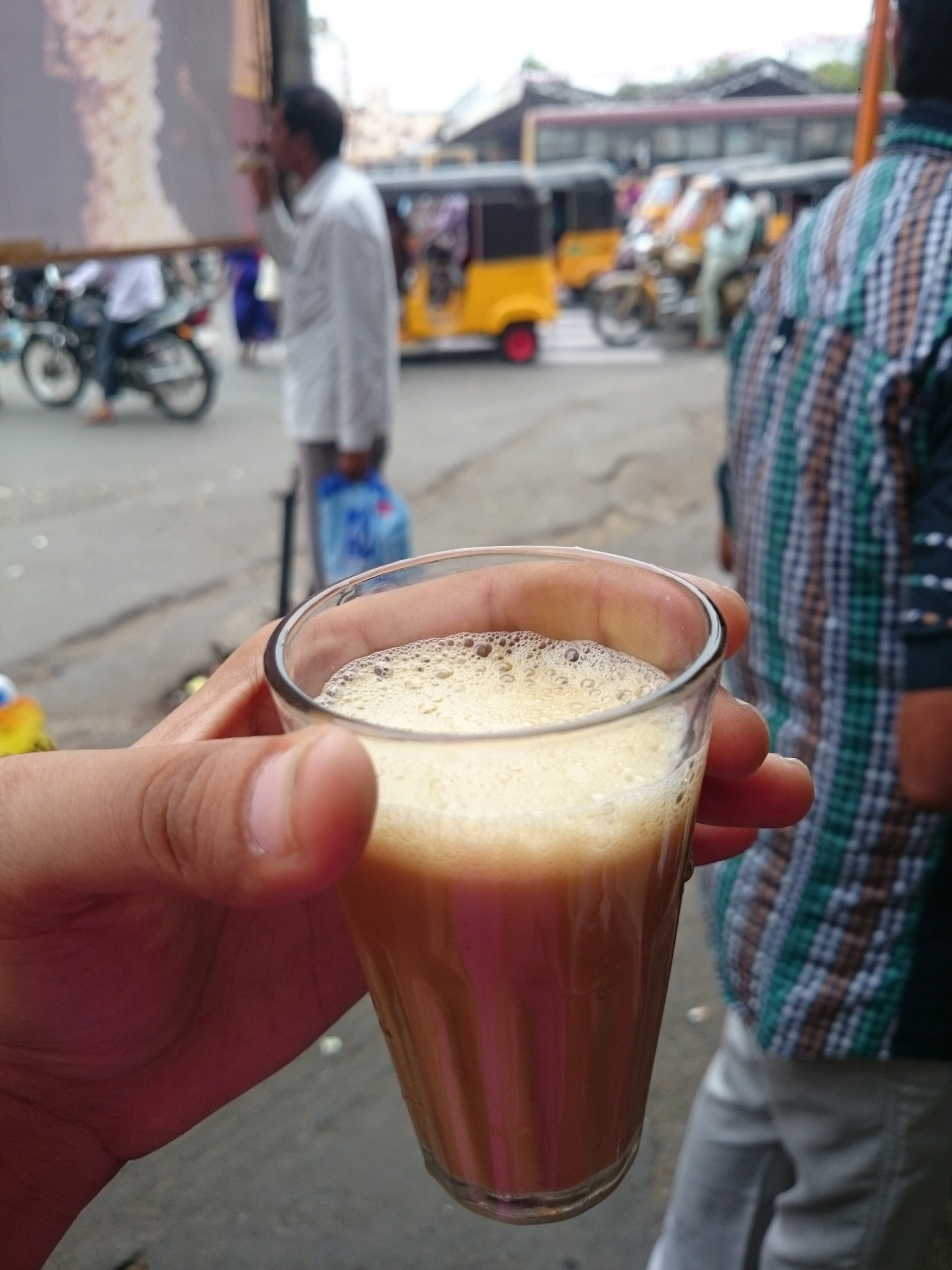
Café filtre vendu dans la rue

Le café filtre de l'Inde du Sud est préparé à l'aide d'un dispositif métallique qui ressemble à deux tasses cylindriques, dont l'une a un fond percé qui s'emboîte dans le haut de la tasse tumbler, laissant un grand espace en dessous pour recevoir le café infusé. La tasse supérieure comporte deux parties amovibles : un disque de pression percé avec une poignée centrale et un couvercle. 
La tasse supérieure est remplie de café fraîchement moulu. Le marc est ensuite comprimé (tassé) à l'aide du disque à tige pour former une couche uniforme sur le fond percé de la tasse. Plus la mouture du café est grossière, plus il faut tasser le café pour obtenir la même extraction. Le disque de pressage restant en place, la tasse supérieure est emboîtée dans le haut du gobelet ; de l'eau bouillante est versée. Le couvercle est placé sur le dessus, et on laisse l'appareil égoutter lentement le café infusé dans le fond. La chicorée retient l'eau chaude plus longtemps, laissant l'eau se dissoudre et extraire davantage de café moulu. 
L'infusion obtenue est généralement beaucoup plus forte que le café filtre occidental, et souvent plus forte que l'espresso.
Traditionnellement, le café est consommé en ajoutant une à deux cuillères à soupe de l'infusion à une tasse de lait bouillant avec la quantité de sucre souhaitée. Le café est bu dans le tumbler (bien qu'il s'agisse d'un mot d'origine anglaise, il semble que ce soit le nom le plus communément utilisé pour ce récipient), mais il est souvent refroidi d'abord avec un dabarah (également prononcé dans certaines régions comme davarah), une large soucoupe en métal avec des parois à rebords.
Le café est généralement servi après avoir fait des allers-retours entre la dabara et le gobelet en faisant de grands mouvements d'arc de cercle avec la main. Cette opération a plusieurs objectifs : mélanger soigneusement les ingrédients (y compris le sucre), refroidir le café chaud jusqu'à ce qu'il soit prêt à être dégusté et, surtout, aérer le mélange sans ajouter d'eau (comme avec une baguette à vapeur utilisée pour faire mousser les cappuccinos). Une anecdote liée à la distance entre la tasse verseuse et la tasse réceptrice a donné un autre nom à cette boisson, le « café mètre ».

## Culture
Le café est une sorte d'icône culturelle parmi les États de l'Inde du Sud, surtout ceux du Karnataka et du Tamil Nadu, bien que la consommation du café filtre indien et d'une « culture du café » existent aussi moindrement dans ceux de l'Andhra Pradesh et du Kerala. Il est de coutume d'offrir une tasse de café ou de thé à tout visiteur. Le café est devenu très populaire sous la domination britannique. Jusqu'au milieu du XXe siècle, les ménages traditionnels n'utilisaient pas de sucre cristallisé mais du jaggery ou du miel dans le café. 

## Dénominations
- Un nom traditionnel kannada pour le café est boondh Bisneeru. Ce terme était populaire il y a environ deux générations, et a depuis perdu la faveur de l'usage populaire.
- En tamoul, des néologismes sont officiellement employés, tels que குழம்பி (Kuɻambi, Kuzhambi ou Kulambi) ou கொட்டைவடி நீர் (Kottaivadi neer). Cependant, ces mots ne connaissent pas d'usage hors des milieux universitaires et des contextes d'usage de la langue institutionnelle. Le nom le plus exprimé dans le quotidien étant காப்பி (Kaapi).
- Un terme souvent entendu pour désigner un café de haute qualité est le café degree. Le lait certifié pur à l'aide d'un lactomètre était appelé « lait degré » en raison d'une association erronée avec le thermomètre. On prétend que le café préparé avec du lait degré est devenu le café degré. Une autre origine possible du terme est la chicorée utilisée pour préparer le café. La prononciation sud-indienne de la chicorée serait devenue chigory, puis digory, et enfin degree. Une autre explication est que lorsque le café est infusé pour la première fois, on l'appelle le premier degré ou simplement le « café degré ». C'est le café qui a la saveur la plus forte et la force nécessaire pour être mélangé à du lait sans en édulcorer le goût. Dans les foyers moins fortunés, le café est infusé une deuxième ou une troisième fois à partir de la même charge initiale et est appelé respectivement café de deuxième ou de troisième degré, car il est moins fort [citation nécessaire]. Une autre explication encore pourrait être que le café était mélangé en le versant d'une tasse à l'autre, il doit être versé selon un certain angle ou « degré » pour un meilleur goût.